# Línea Hindenburg
La Línea Hindenburg fue un vasto sistema defensivo de trincheras en el noreste de Francia construido por los soldados de 
Alemania durante la Primera Guerra Mundial.

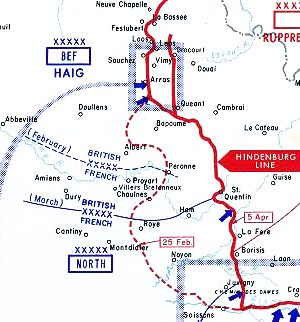
Diagrama de la Retirada a la Línea de Hindenburg

## Historia
La Línea fue construida por medio millón de civiles alemanes y prisioneros de guerra rusos entre 1916 y 1917 y se extendía cerca de 700 km, empezando por Lens cerca de Arrás hasta el río Aisne cerca de Soissons.
La idea de construir la línea fue de los Generales Paul von Hindenburg y Erich Ludendorff durante las etapas finales de la batalla del Somme. Se planeó construir la línea defensiva a través de un saliente del frente alemán; de esta manera, al retroceder a estas posiciones defensivas, la longitud del frente alemán se acortaba en 50 km, lo que permitía enviar a reserva a 13 divisiones alemanas. La retirada a la Línea Hindenburg se realizó en febrero de 1917, y el territorio entre el antiguo frente y el nuevo fue dejado devastado, siguiendo la política alemana de tierra quemada. Las fortificaciones incluían búnkeres de hormigón con emplazamiento para ametralladoras, líneas de alambres con púas, túneles para el movimiento de las tropas, profundas trincheras y puestos de mando. A un kilómetro al frente de la línea estaban estacionadas tropas para escaramuzas, que debían retrasar el avance enemigo.
La Línea Hindenburg podía dividirse en cinco secciones:
- Línea Wotan.
- Línea Siegfried, que no debe ser confundida con la Línea Sigfrido de la Segunda Guerra Mundial.
- Línea Alberich.
- Línea Brunhilde.
- Línea Kriemhilde.

De las cinco, la Línea Sigfrido o Siegfried Stellung fue considerada la más fuerte.
La Línea Hindenburg cayó en septiembre de 1918 durante la ofensiva de los Cien Días aliada. Justo después, una revolución obrera en Berlín presionó al Gobierno alemán a firmar el armisticio que puso fin a la guerra y al Segundo Imperio alemán, el Segundo Reich.